# Dream (grupo japonês)
Dream foi um grupo feminino de J-pop, formado em 1999 e desmanchou em 2017.
O grupo ganhou popularidade por cantar "My will", a música de maior sucesso e tema de encerramento do anime Inu Yasha. Logo após essa canção, veio também outro sucesso: "Get Over", tema de abertura do anime Hikaru no Go.
Junto com várias mudanças na formação, o grupo Dream chegou a mudar de nome algumas vezes ao longo dos anos, sendo mais conhecido como "dream" (com "d" minúsculo) durante o período de 2000-2007; "DRM" no ano de 2008, e em 22 de Julho de 2008, voltou a se chamar "Dream" (desta vez, com o "d" maiúsculo.).

## Biografia

### 1ª fase: 3 integrantes (1999-2002)
A formação original do grupo foi criada em 1999 através de um concurso que a gravadora Avex Trax havia promovido em busca de novos talentos, chamado avex dream 2000. Na ocasião, 119.424 participantes, provindas de 47 cidades, foram ouvidas por uma banca de juízes, da qual fazia parte Kaori Mochida, da popular banda Every Little Thing. Curiosamente, entre os participantes do concurso estava Kumi Koda, que ficou em segundo lugar e agora é uma cantora popular. As ganhadoras foram Mai Matsumuro, Yu Hasebe e Kana Tachibana.
Logo em 1º de Janeiro de 2000, elas estrearam na mídia com o hit "Movin' on". No período de 2000 a 2002, o trio ficou muito popular, aparecendo em diversos programas de TV, como o Music-A, e em shows promovidos pela Avex que reuniam vários cantores famosos, como o Avex Summer Paradise e algumas edições do A-nation.
As primeiras músicas do grupo conseguiram em média boas colocações nas rádios: "Movin’on" (em 15º lugar), "Private Wars" (13º), "reality" (17º), "NIGHT OF FIRE" (20º), "My Will" (ficou em 6º lugar nas paradas por 9 semanas), "solve" (17º), "Get Over" (12º lugar) e "SINCERELY ~ever dream~" (19º).
o Single "My Will"  é mais conhecido como o primeiro  encerramento do anime Inuyasha (犬夜叉), de Rumiko Takahashi.
Nessa fase o grupo fez duas performances ao vivo: "dream Live 2001" e "dream Live 2002 “Process”".
Em 14 de fevereiro de 2002, juntamente com o lançamento do segundo álbum, chamado "Process", foi anunciado que a líder Mai Matsumuro (compositora de grande parte das letras) resolveu sair em busca de carreira solo. Sendo que seu último show no grupo foi o "dream live 2002 'Process'".

### 2ª fase: 8 integrantes (2002-2004)
No mesmo dia da saída de Mai Matsumuro, a Avex fez um novo concurso objetivando acrescentar novas integrantes ao grupo, evitando o fim deste. Deste, entraram 6 novas garotas, que foram as vitoriosas: Sayaka Yamamoto, Shizuka Nishida, Ami Nakashima, Aya Takamoto, Erie Abe e Risa Ai.
A primeira música a ser lançada pelo novo Dream 8 foi "MUSIC IS MY THING" (tema de encerramento do anime Hikaru no Go), e logo depois "I love dream world (Sekaijuu no Shiawase wo Utaou)". A popularidade do grupo diminui com a saída de Mai e com a nova aparência de um grupo mais “adolescente” que tinha adquirido, sendo categorizado por alguns como grupo idol.
Todavia,  ao participar do show "AYUREADY" da pop star Ayumi Hamasaki e do primeiro "a-nation " (show promovido pela avex), o dream conseguiu melhorar um pouco a sua imagem.
O grupo fez vários shows e apresentações, dentre eles o "dream live 2003 - ~dreamworld~", "dream Party" e o "ID Musical".
Em dezembro de 2003, o dream entrou para a unidade musical chamada "Girl's BOX", ao lado de "Fruit Ponche" e "SweetS". A primeira edição lançou o single com o título “1st X’mas featuring dream+Fruit Ponche+SweetS”.
Em Março de 2004, Risa Ai deixou o grupo, para dar seguimento a sua carreira de atriz.

### 3ª fase: 7 integrantes (2004-2008)
O grupo contava com 7 integrantes, e as duas originais, Kana Tachibana e Yu Hasebe tomavam a maior parte dos versos das músicas, assumindo papel de liderança.
Em 2005, o grupo entrou em um time de futebol composto somente de cantoras da Avex, chamado TEAM dream da Sphere League. No mesmo ano, Yu Hasebe e Kana Tachibana fizeram um show em Kassel, na Alemanha, chamado "Connichi Live 2005", onde cantaram os sucessos ("Get Over", "Movin' on", "My Will", "Night of Fire", entre outras…) e versões de outros cantores, como "Every Heart", da cantora BoA. O show era uma convenção de fãs de anime e mangá.
O grupo fez alguns shows: "dream Christmas Party 2004", "dream Party 2", "dream Party 2006 ~Love&Dream~", "dream Party 2006 X’mas", "dream Live 2007 - Countdown ~respect dream~", "dream Live 2007 ~Spring~", e participações no musical Delicious Gakuin 2007.
No dia 25 de Junho de 2007, durante o “THE COUNTDOWN ~Respect dream~”, dream passou a se chamar DRM, tendo até um momento de transição para os fãs. A imagem do grupo passou a ser de mais maturidade. Dois dias depois, elas lançaram um min-álbum intitulado "DRM", que não teve uma venda satisfatória.
Depois disso, as garotas lançaram singles digitais nos dias 7 dos meses entre janeiro e julho, fazendo referência ao número de integrantes. Os títulos são: "Touchy Touchy" (janeiro de 2008), "Eletric" (fevereiro), "Tasty" (março) e "To You" (abril). Além disso, fizeram participações no seriado Girls Box TV.
Em 22 de Julho de 2008, o grupo passou para as mãos da agência LDH (Love Dream Happiness), e passou a se chamar Dream (com o "d" maiúsculo). Todavia, no dia 1º de agosto, perdeu uma das principais vozes presentes no grupo desde seu início: Yu Hasebe, que deixava o grupo para seguir sua carreira como atriz.

### 4ª fase: 6 integrantes (2008-2011)
Após a saída de Yu em 2008 e com a retomada de nome, o Dream ficou alguns meses sem dar notícias pelo site oficial, deixando dúvidas se o grupo iria mesmo continuar. No entanto, elas participaram da regravação da música “Love, Dream & Happiness”, do EXILE, para o álbum “EXILE BALLAD BEST”, em 3 de dezembro, ao lado dos grupos Love, COLOR e Nidaime J Soul Brothers (二代目J Soul Brothers).
Em setembro de 2009, ocorreu o lançamento do single "Perfect Girls", marcando o retorno do Dream. Este foi vendido exclusivamente nos shows gratuitos que o grupo fez por todo o país, objetivando divulgar a nova cara delas. Ele podia ser comprado também, via loja virtual mu-mo. O site também anunciou algumas apresentações e o início do projeto Dream X Music = Entertainment.
As garotas passaram a fazer parte do WISH SONGS PROJECT, em parceria com o grupo EXILE (inclusive, participaram de um dos seus clipes).
Em 1º de março de 2010 foi lançado mais um single de divulgação: "Breakout", também vendido apenas via mu-mo. E, no mês seguinte, elas participaram de um show que seria início de um novo projeto chamado "Love, Dream, Happiness", tendo como integrantes os membros dos grupos de mesmo nome. Este seria o embrião do que futuramente seria conhecido como E-girls.
Em 18 de agosto do mesmo ano, o Dream lança seu primeiro single pela gravadora "rhythm zone", chamado "My Way ~ULala~". E, dois meses depois, no dia 6, o "Ev'rybody Alright!" (6 de outubro de 2010). E, em 23 de novembro de 2010, um dia antes do lançamento do quinto álbum de estúdio do grupo, "Hands Up", a Kana Tachibana, última integrante original, anunciou que deixaria o grupo oficialmente em fevereiro de 2011, após a última apresentação da turnê Dream LIVE TOUR 2010-2011 "Hands Up!". Em seu último show, houve a aparição surpresa de Yu Hasebe, que presenteia sua ex-colega com um buquê de flores. Assim, o grupo se torna um quinteto.
Algum tempo depois, o projeto em que o Dream passou a fazer parte, passou por mudanças, com a saída do Love, e a entrada do recém-nascido FLOWER, os shows relacionados a este projeto passou a ser chamado "E-girls' Show".

### 5ª fase: 4 integrantes (2011-2016)
Em fevereiro de 2011, durante o evento “EXILE Presents VOCAL BATTLE AUDITION 3 ~For Girls~“, cujo objetivo era selecionar novos membros para o FLOWER, foi anunciado pelo EXILE HIRO o novo projeto chamado "Girls Entertainment Project", que deu origem ao E-girls como um super-grupo, que abrange três unidades, entre elas o Dream, que estaria na liderança, junto ao Happiness e o FLOWER.
Em 23 de agosto, o Dream lança seu primeiro single digital como quinteto, com o título de "Dreaming Girls". Esta é a única música que o grupo tem com as cinco integrantes.
Um mês após o lançamento do primeiro single do E-Girls, chamado "Celebration!" (28 de dezembro de 2011), a Sayaka anuncia sua graduação tanto do Dream, quanto do E-Girls. Uma curiosidade, é que o hit "Dreaming Girls" fez parte do single mencionado.
Desde então, as integrantes do Dream passam a dedicar mais às atividades do E-girls, tendo seu lançamento seguinte somente em 8 de maio de 2013, com o single "Only You", que foi muito bem recebido, ficando em 7º lugar no ranking semanal da Oricon.
Em 5 de janeiro de 2014, a Aya é apontada pelo EXILE HIRO como líder do E-girls. E, exatamente 10 meses depois, elas lançam seu single "Darling", que melhorou ainda mais de posição, em relação ao seu predecessor, ficando em 4º lugar nas paradas.
O Dream passou a integrar o projeto DANCE EARTH, criado pelo EXILE ÜSA, ao lado do EXILE TETSUYA, EXILE NAOKI e Sekiguchi Mandy, lançando o primeiro single "PEACE SUNSHINE", em 16 de abril. O nome do grupo é DANCE EARTH PARTY (DEP).
Já em 2015, ano que o grupo completou 15 anos, no dia 11 de fevereiro, elas lançam seu penúltimo single, com o título "Konna ni mo", que ficou em 3º lugar no ranking da Oricon.
Em junho, no Instagram, a ex-integrante Kana Tachibana posta uma foto com sua com a Mai Matsumuro e Yu Hasebe (ficando as três integrantes originais), em comemoração dos 15 anos do grupo.
No mês seguinte, no dia 29, a Ami lança seu primeiro single, o "Dress wo Nuida Cinderella", que deu início à sua carreira solo.
Em 5 de agosto, o DEP lança seu novo single "BEAUTIFUL NAME", com uma nova formação, onde somente a Shizuka (do Dream) permaneceu.
Em 30 de setembro, a Erie anuncia que não participaria mais do E-girls como antes, aparecendo somente como DJ do grupo. Todavia, sua posição no Dream seria mantida.
No dia 18 de novembro de 2015, o Dream lança o título "Blanket Snow", devido à boa colocação dos últimos lançamentos do grupo, ninguém imaginou que seria o último single do Dream.
Em 28 de outubro de 2016, uma nota é colocada no site oficial do grupo, anunciando a aposentadoria de Erie da indústria do entretenimento, deixando inclusive sua ascendente carreira de DJ. Ela agradece o apoio dos fãs e diz que realizará um antigo sonho, de ir estudar no exterior. Ela sai oficialmente do Dream em 31 de dezembro do mesmo ano.
No dia 30 de novembro, o Dream faz seu último lançamento, um book fotográfico com as quatro integrantes, com o título "dream wa Dream no Yume wo Miru." ( "dream Sonhando com Sonho do Dream”, em tradução livre.).

### 6ª fase: 3 integrantes (2017 - atualmente)
Em 1º de fevereiro, é lançado o álbum "I" do DANCE EARTH PARTY, onde o Dream faz participação em "PEACE SUNSHINE" (ainda com a Erie no grupo) e em "HAPPY BIRTHDAY", que acabou sendo a única música gravada com o Dream com três integrantes.
No dia 23 de março, Ami lança mais um single solo, o "Hayaku Aitai", seu último como integrante do Dream/E-girls.
Em 5 de junho, é anunciado o misterioso "E.G. EVOLUTION", que daria início a um novo projeto chamado "E.G. family". Com este, mudanças drásticas ocorreram na formação dos grupos e unidades. O E-girls não seria mais composto por unidades, passando a ter somente 11 integrantes. Além disso, as unidades e subunidades (Happiness, Flower, ShuuKaRen e SudannaYuzuYully) passam a ser grupos independentes. Além disso, o DEP é integrado ao projeto, sendo a ponte que liga o E.G. family ao "EXILE TRIBE". E, o Dream é dissolvido.
As três integrantes finais decidem sair do E-girls também, e seguem seus próprios caminhos. A Ami (com o nome Dream Ami) continua no projeto, mas como artista solo, carregando o nome do seu antigo grupo. A Shizuka permanecerá no DANCE EARTH PARTY, estando também integrada a este. E a Aya vai trabalhar com o staff, apoiando os grupos do projeto, além de trabalhar como fotógrafa e designer gráfica para outros artistas da LDH. Todavia, curiosamente, o nome dela permanece no E.G. family.
A última aparição televisiva do E-girls contendo as três unidades, foi no dia 9 de junho de 2017, no programa "MUSIC STATION". E o último show delas, tanto como E-girls, quanto como Dream, foi nos dias 15 e 16 de julho, na turnê chamada "E.G. EVOLUTION". Nesta mesma, foi anunciado o primeiro álbum solo de Ami, chamado "Re:Dream".
No dia 7 de julho de 2017, Ami, Aya, Shizuka, Erie e Sayaka reuniram-se para comemorar os 15 anos da segunda geração do Dream.
Em 4 de dezembro de 2018, foi anunciado que o DANCE EARTH PARTY irá se desmanchar, portanto, a Dream Shizuka seguirá carreira solo.

## Discografia

### Álbuns
- Dear… (2001/02/28)
- Process (2002/02/14)
- Dream World (2003/02/26)
- ID (2004/03/10)
- Hands Up! (2010/11/24)

### Compilações
- Eternal Dream (2002/06/26)
- 777: Best of Dreams (2004/09/29)
- 7th Anniversary Best (2007/01/01)

### Mini álbuns
- ナツイロ (Natsuiro)　(2005/07/27) (SHINE OF VOICE, abertura do anime Ichigo 100%)
- Boy meets Girl (2005/12/21)
- DRM (como DRM) (2007/06/27)

### Outros álbuns
- Super Eurobeat Presents Euro Dream Land (2000/09/20)
- Dream meets Best Hits Avex (2004/12/08)
- 777: Another Side Story (2005/03/02)
- Greatest Live Hits (2007/01/01)

### Vinil
- Euro "dream" Land EP (2001.02.28)

### Singles (e posições no ranking daOricon)
- Movin' on (2000/01/01) – #15
- Heart on Wave / Breakin' out (2000/03/08) – #14
- Private wars (2000/05/03) – #13
- Reality (2000/08/09) – #17
- Super Eurobeat Presents Night Of Fire (2000/09/20) – #20
- My Will (2000/11/29) (Tema do 1º encerramento, e encerramento do último episódio do anime Inu Yasha) – #6
- Believe in you (2001/02/28) – #36
- Solve (2001/05/23) – #17
- Our Time (2001/08/08) – #25
- Stay: now I'm here (2001/10/31) – #19
- Get Over (2001/11/28) (Tema de abertura do anime Hikaru no Go) – #12
- Yourself (2002/01/01) – #21
- Sincerely: Ever Dream (2002/06/10) (Tema de encerramento do anime Hikaru no Go) – #19
- Music Is My Thing (2003/02/13) (Também tema de encerramento do anime Hikaru no Go) – #18
- I Love Dream World: 世界中のしあわせを歌おう(2003/09/10) (b-side 我愛你 (Wo Ai Ni): tema de abertura do anime Monkey Typhoon;
- Love is power: canção de animação do time Yomiuri Giants) – #10
- Identity: prologue (2004/02/25) (Música de abertura do jogo Custom Robo: Battle Revolution) – #23
- Pure (2004/8/4) – #33
- Love Generation (2004/08/11) – #26
- そよ風の調べ (Soyokaze no Shirabe) / Story (2005/03/02) – #26
- Touchy Touchy (Digital Single como DRM) (2008/01/07)
- Electric (Digital Single como DRM) (2008/02/07)
- Tasty (Digital Single como DRM) (2008/03/07)
- To You (Digital Single como DRM) (2008/04/07)
- Perfect Girls / To The Top (2009/09/09)
- Breakout (2010/03/01)
- My Way ~ULala~ (2010/08/18) – #29
- Ev'rybody Alright! (2010/10/06) – #34
- Dreaming Girls (Digital Single) (2011/08/23)
- Only You (2013/05/08) – #7
- Darling (2014/11/05) – #4
- Konna ni mo (2015/02/11) – #3
- Blanket Snow (2015/11/18)  – #4

### DVD's
- Daydream (2001/3/7)
- Dream Live 2001 (2001/8/8)
- Daydream 2 (2002/3/20)
- Dream Clip Selection (2002/12/11)
- Dream live 2002 "Process" (2002/12/26)
- Dream party (2003/3/19)
- Dream live 2003: Dream world (2003/8/6)
- ID (2004/5/26)
- Dream party 2 (2004/9/29)
- Dream Christmas Party 2004 (2005/3/9)
- Boy meets Girl: a little more (2006/2/15)
- Dream party 2006: Love & Dream (2006/6/14)
- Dream Party 2006 X'mas (2007/4/11)
- Hands Up (2011/11/24), incluindo videoclipes e um show da turnê "Dream Live Tour 2010 〜Road to dream〜"

### Livros
- dream wa Dream no Yume wo Miru. (2016/11/30)